# Aegocera venulia
Aegocera venulia là một loài bướm đêm trong họ Noctuidae.